# Forfoleda
Forfoleda ist eine westspanische Gemeinde (municipio) in der Provinz Salamanca in der Autonomen Gemeinschaft Kastilien-León. 2024 hatte die Gemeinde 204 Einwohner. Neben dem Hauptort Forfoleda besteht noch der kleine Weiler Santibáñez del Cañedo.

## Geographie
Forfoleda liegt etwa 14 Kilometer nordnordwestlich von Salamanca in einer durchschnittlichen Höhe von ca. 800 m. 

## Bevölkerungsentwicklung
| Jahr      | 1900 | 1950 | 1970 | 1981 | 1991 | 2001 | 2011 | 2021 |
| Einwohner | 489  | 444  | 398  | 312  | 245  | 259  | 194  | 198  |

## Bauwerke
- Thomaskirche (Iglesia de Santo Tomás Apostól), romanische Kirche aus dem 12. Jahrhundert[2]